# 内德罗戈纳县
内德罗戈纳（Netrokona District）为孟加拉国迈门辛专区辖县，地处孟加拉国东北部。县境北与印度梅加拉亚邦接壤，东与苏纳姆甘杰县毗邻，南与吉绍尔甘杰县为界，西南部与迈门辛县相连。全县年平均降雨量2,174毫米，平均气温12°C（最低）至33.3°C（最高）。县域总面积2,810.40公里²，总人口1,971,240人（2001）。全县共分置10乡（乌帕齐拉）；行政机构驻内德罗戈纳镇。